# أرشيبالد كاميرون
أرشيبالد كاميرون هو متسابق يخت كندي، ولد في 16 أكتوبر 1919، وتوفي في 12 يناير 1987.

## وصلات خارجية
- أرشيبالد كاميرون على موقع أوليمبيديا (الإنجليزية)